# Eccellenza 2020-2021
L'Eccellenza 2020-2021 è stato il quinto livello del campionato italiano di calcio per la stagione 2020-2021 ed il primo a livello regionale. È costituito da 34 gironi gestiti direttamente dai Comitati Regionali della Lega Nazionale Dilettanti.
A seguito del DPCM del 24 ottobre 2020 sull'aggravarsi della pandemia di COVID-19 in Italia, il calcio dilettantistico è stato sospeso fino al 24 novembre 2020. Al fine di contenere l'emergenza COVID-19, la LND ha disposto la sospensione dei campionati dilettantistici fino a data da destinarsi.
Nel marzo 2021 i Comitati Regionali decidono la cancellazione dei risultati acquisiti e deliberano la ripartenza su base di adesioni volontarie, senza retrocessioni in Promozione ma con promozioni in Serie D, con un format che prevede solo gare di andata.

## Campionati
- Eccellenza Abruzzo 2020-2021
- Eccellenza Basilicata 2020-2021
- Eccellenza Calabria 2020-2021
- Eccellenza Campania 2020-2021
- Eccellenza Emilia-Romagna 2020-2021
- Eccellenza Friuli-Venezia Giulia 2020-2021
- Eccellenza Lazio 2020-2021
- Eccellenza Liguria 2020-2021
- Eccellenza Lombardia 2020-2021
- Eccellenza Marche 2020-2021
- Eccellenza Molise 2020-2021
- Eccellenza Piemonte-Valle d'Aosta 2020-2021
- Eccellenza Puglia 2020-2021
- Eccellenza Sardegna 2020-2021
- Eccellenza Sicilia 2020-2021
- Eccellenza Toscana 2020-2021
- Eccellenza Trentino-Alto Adige 2020-2021
- Eccellenza Umbria 2020-2021
- Eccellenza Veneto 2020-2021

## Quadro riepilogativo nazionale
| Regione (girone)        | N. squadre | N. squadre in primavera | 1ª classificata e promossa in Serie D |
| ----------------------- | ---------- | ----------------------- | ------------------------------------- |
| Abruzzo                 | 20         | 7                       | Chieti                                |
| Basilicata              | 16         | –                       | Nessuna                               |
| Calabria                | 18         | 8                       | Sambiase                              |
| Campania girone A       | 14         | 28                      | San Giorgio 1926 Mariglianese         |
| Campania girone B       | 14         | –                       | San Giorgio 1926 Mariglianese         |
| Campania girone C       | 14         | –                       | San Giorgio 1926 Mariglianese         |
| Emilia-Romagna girone A | 15         | 11                      | Borgo San Donnino                     |
| Emilia-Romagna girone B | 14         | –                       | Borgo San Donnino                     |
| Emilia-Romagna girone C | 14         | –                       | Borgo San Donnino                     |
| Friuli-Venezia Giulia   | 20         | 2                       | Nessuna                               |
| Lazio girone A          | 16         | 11                      | Real Monterotondo Scalo UniPomezia    |
| Lazio girone B          | 16         | 11                      | Real Monterotondo Scalo UniPomezia    |
| Lazio girone C          | 16         | 10                      | Real Monterotondo Scalo UniPomezia    |
| Liguria girone A        | 11         | 7                       | Ligorna                               |
| Liguria girone B        | 10         | 7                       | Ligorna                               |
| Lombardia girone A      | 18         | 11                      | Brianza Olginatese                    |
| Lombardia girone B      | 18         | 11                      | Alcione                               |
| Lombardia girone C      | 18         | 11                      | Leon Monza Brianza                    |
| Marche                  | 18         | 12                      | Porto d'Ascoli                        |
| Molise                  | 16         | 7                       | Aurora Alto Casertano                 |
| Piemonte girone A       | 18         | 11                      | RG Ticino                             |
| Piemonte girone B       | 18         | 11                      | Asti                                  |
| Puglia girone A         | 13         | 12                      | Virtus Matino                         |
| Puglia girone B         | 14         | 13                      | Virtus Matino                         |
| Sardegna                | 18         | 8                       | Atletico Uri                          |
| Sicilia girone A        | 16         | 10                      | Sancataldese                          |
| Sicilia girone B        | 16         | 13                      | Giarre                                |
| Toscana girone A        | 12         | 10                      | Cascina Poggibonsi                    |
| Toscana girone B        | 12         | -                       | Cascina Poggibonsi                    |
| Toscana girone C        | 12         | –                       | Cascina Poggibonsi                    |
| Trentino-Alto Adige     | 18         | 7                       | Levico                                |
| Umbria                  | 18         | –                       | Nessuna                               |
| Veneto girone A         | 18         | 9                       | San Martino Speme                     |
| Veneto girone B         | 18         | 10                      | Spinea                                |
|                         | Tot.       | Tot.                    |                                       |
| 34 gironi               | 537        | 279                     | 24 squadre promosse in Serie D        |